# 金城湖
24°48′38.09″N 120°54′39.64″E / 24.8105806°N 120.9110111°E

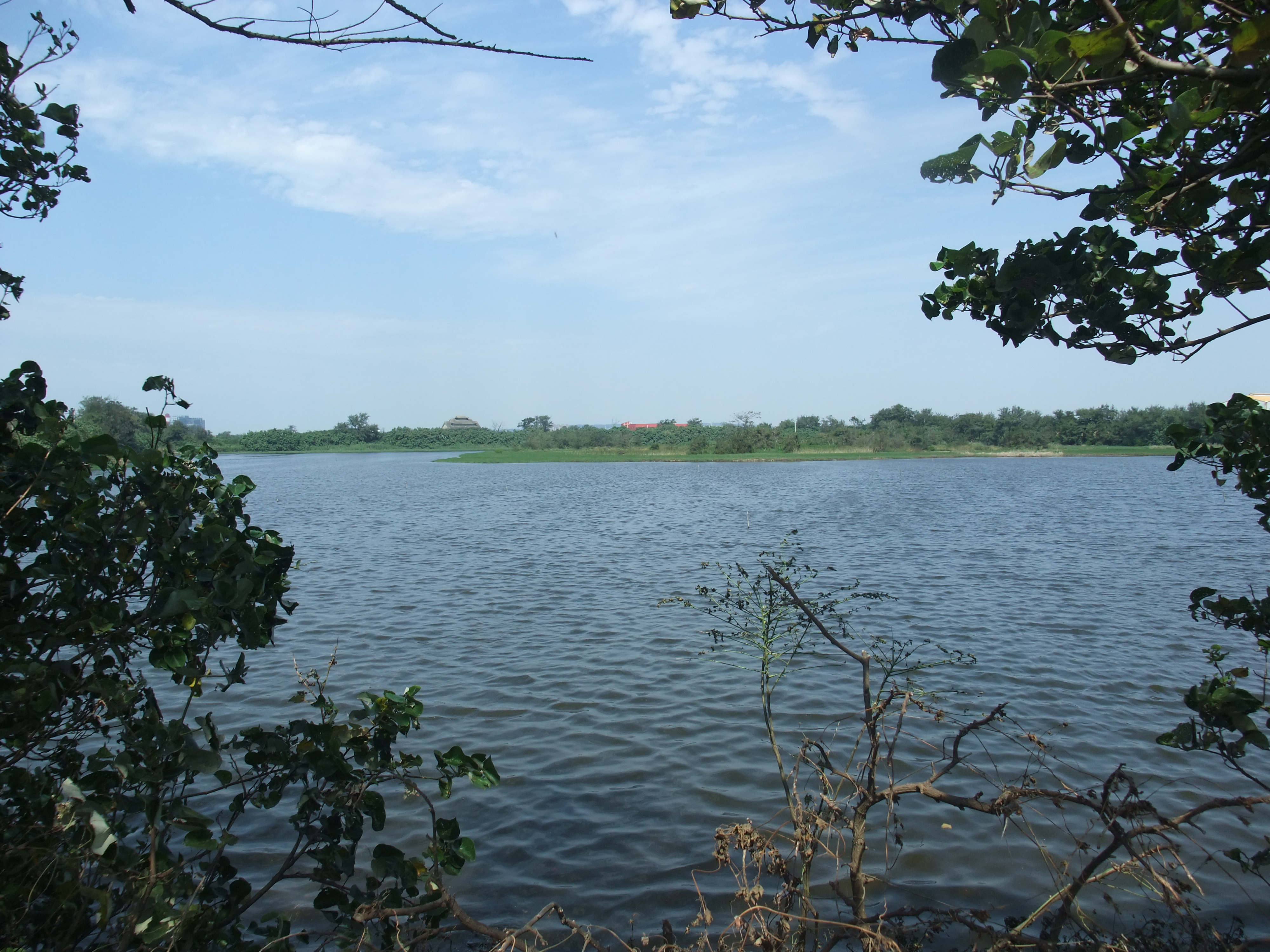
金城湖

金城湖，位於新竹市香山區， 又名金城湖賞鳥區，原稱魔鬼潭、魔鬼湖，為新竹海埔新生地調節水位之用，現則是港南里農田主要排水出口、賞鳥區、香山濕地動物保護區，為十七公里海岸線的景點之一。

## 名字

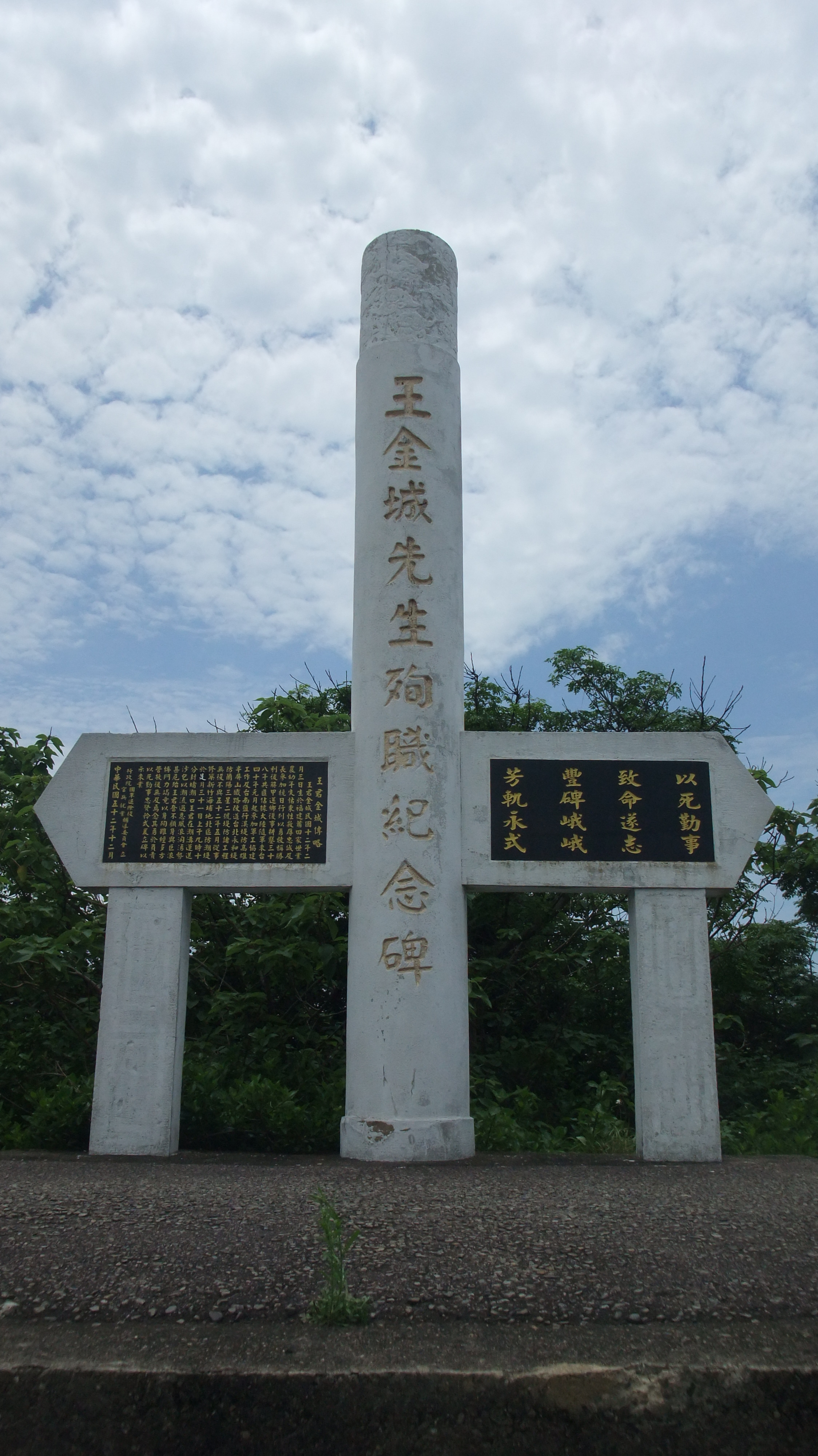
王金城先生殉職之紀念碑

昔日有民眾以為水淺而涉水喪命，於是稱為魔鬼湖。附近海埔地入口處有退輔會興建的金城先生紀念園，防潮堤則有榮工處興建的王金城先生殉職紀念碑，前者乃紀念非洲考察因交通事故喪生的金城教授，後者為紀念在築堤時遭海水沖入海中的王金城。因兩處紀念皆有「金城」兩字，久而久之便將原稱改喚為金城湖。

## 生態
湖面積約五公頃，含生態觀賞區則為三百五十公頃。湖位於整區的核心位置，中央的沙洲提供鷺科、鷸科及雁形目的棲身場所，加上海埔新生地所形成的潮間帶海濱生物豐富，更成為鳥類的天然五星級餐廳，每逢漲、退潮，許多鳥類便飛來停歇覓食，達兩百多種，有蒼鷺、小水鴨、赤足鷸、黃尾鴝等，是為港南最重要的賞鳥據點。